# Крісп (округ, Джорджія)
Шаблон:StateAbbr_ 31°56′ пн. ш. 83°46′ зх. д. / 31.93° пн. ш. 83.77° зх. д.
Округ  Крісп (англ. Crisp County) — округ (графство) у штаті  Джорджія, США. Ідентифікатор округу 13081.

## Історія
Округ утворений 1905 року.

## Демографія
За даними перепису 
2000 року 
загальне населення округу становило 21996 осіб, зокрема міського населення було 13170, а сільського — 8826.
Серед мешканців округу чоловіків було 10341, а жінок — 11655. В окрузі було 8337 домогосподарств, 5872 родин, які мешкали в 9559 будинках.
Середній розмір родини становив 3,1.
Віковий розподіл населення поданий у таблиці:
| Стать    | До 15 років | 15-21 | 22-29 | 30-39 | 40-49 | 50-65 | 65-85 | Понад 85 |
| -------- | ----------- | ----- | ----- | ----- | ----- | ----- | ----- | -------- |
| Чоловіки | 2662        | 1143  | 1023  | 1434  | 1421  | 1588  | 971   | 99       |
| Жінки    | 2644        | 1163  | 1171  | 1525  | 1655  | 1714  | 1523  | 260      |

## Суміжні округи
- Дулі — північ
- Вілкокс — схід
- Тернер — південний схід
- Ворт — південний захід
- Лі — захід
- Самтер — захід

## Виноски
1. ↑  U.S. Decennial Census. United States Census Bureau. Архів оригіналу за 26 квітня 2015. Процитовано 20 червня 2014.
2. ↑  Historical Census Browser. University of Virginia Library. Архів оригіналу за 11 серпня 2012. Процитовано 20 червня 2014.
3. ↑  Population of Counties by Decennial Census: 1900 to 1990. United States Census Bureau. Архів оригіналу за 2 лютого 2019. Процитовано 20 червня 2014.
4. ↑  Census 2000 PHC-T-4. Ranking Tables for Counties: 1990 and 2000 (PDF). United States Census Bureau. Архів оригіналу (PDF) за 18 грудня 2014. Процитовано 20 червня 2014.
5. ↑  State & County QuickFacts. United States Census Bureau. Архів оригіналу за 21 лютого 2016. Процитовано 15 лютого 2014.(англ.) Наведено за англійською вікіпедією.
6. ↑  American FactFinder. Бюро перепису населення США. Архів оригіналу за 29 липня 2011. Процитовано 31 січня 2008.

| США | Це незавершена стаття з географії США. Ви можете допомогти проєкту, виправивши або дописавши її. |